# Caloptilia hemiconis
Caloptilia hemiconis là một loài bướm đêm thuộc họ Gracillariidae. Nó được tìm thấy ở Ấn Độ, Indonesia (Bali và Java), Myanma và Thái Lan.